# Domaći puran
Domaći puran (lat.Meleagris gallopavo Linnaeus f. domestica) velika je ptica iz reda kokoški (lat. Galliformes). Postoje dvije divlje vrste, jedna iz Sjeverne Amerike (Meleagris gallopavo), a druga iz Srednje Amerike, odnosno s poluotoka Yucatan (Meleagris ocellata). Domaći puran nastao je pripitomljavanjem divljeg purana iz Sjeverne Amerike.

## Opis
Purani su prepoznatljivi po kožnim izraslinama koje vise preko kljuna. Ženka je manja od mužjaka i manje raskošne boje. Raspon krila je 1,5 – 1,8 m.
Domaći puran ne leti, dok divlji zna letjeti i po nekoliko metara u visinu i nekoliko desetina metara u dužinu. Mladi purani poslije dva tjedna nakon izlegnuća dobivaju jače perje i tada već mogu letjeti na kraćim udaljenostima.

## Povijest
Indijanci su pripitomili divlje purane u Americi prije dolaska Europljana. U Europu su ga prenijeli Španjolci. Danas postoji nekoliko rasa domaćeg purana. 
U Hrvatskoj najpoznatiji purani su: zagorski puran i pazinski puran. Zagorski puran potječe iz 1523. godine, kada su prvi purani došli iz Italije kao dar biskupa Geraldinija. S vremenom se udomaćio. Uzgaja se u malim jatima na otvorenom. Prosječna težina zrelih zagorskih purana je 6 kg za mužjake, a 4 kg za ženke. Purica s mlincima poznati je hrvatski specijalitet, posebno u Zagorju i Slavoniji. Pazinski puran može težiti i do 30 kg. Proizvodnja pazinskih purana počela je 1965. godine kada je u Pazin uvezeno prvih tisuću purića iz Kanade.